# Mindlandet
Mindlandet er en ø i Alstahaug kommune i Nordland fylke i Norge. Den ligger ved mundingen af Vefsnfjorden og syd for øerne Tjøtta og Rødøya. Øen er ca. 9 km lang og 3 km bred. Den er ret flad og har et areal på 14 km² der hovedsageligt anvendes til landbrug.